# Les Lettres de mon moulin (film, 1954)
Pour les articles homonymes, voir Les Lettres de mon moulin.
Pour plus de détails, voir Fiche technique et Distribution.
Les Lettres de mon moulin est un film à sketches français, réalisé par Marcel Pagnol, sorti en 1954.
Le film est l'adaptation de trois des vingt-neuf Lettres de mon moulin, d'Alphonse Daudet précédées d'un prologue : L'Élixir du Père Gaucher, Le Secret de maître Cornille et Les Trois Messes basses.
Une quatrième lettre, Le Curé de Cucugnan, avait été tournée mais pas incluse, le segment sera ultérieurement finalisé par Marcel Pagnol pour la télévision, en 1968, dans un téléfilm de moyen métrage également intitulé Le Curé de Cucugnan.

## Fiche technique
- Titre : Les Lettres de mon moulin
- Réalisation : Marcel Pagnol, assisté de Marcel Château, Jacques Pagnol
- Scénario : Marcel Pagnol
- D'après le recueil de nouvelles Lettres de mon moulin, d'Alphonse Daudet
- Adaptation et Dialogue : Marcel Pagnol
- Décors : Robert Giordani et Jean Mandaroux
- Costumes : Lucien Poly
- Photographie : Willy Faktorovitch
- Opérateur : René Mathelin, assisté de Clément Maure
- Montage : Monique Lacombe, Jeanne Rongier, Jacqueline Bultez
- Musique : Henri Tomasi, (éditions musicales Alphonse Leduc)
- Habilleuses : Marcelle Desprès et Yvette Gouraud
- Son : Marcel Royné, assisté de Heny Luke et Paul Zaccaro
- Maquillage : Paul Ralph
- Perruques de Cari
- Photographe de plateau : Al Susterre
- Script-girl : Régine Hernou
- Régisseur : Louis Manella et Emile Blondé
- Régisseur d'extérieurs : Henri Garcia
- Accessoiriste : P. Laitière et M. Laudrain
- Production :
  - Producteur : Marcel Pagnol
  - Sociétés de production : Eminente Films - Compagnie Méditerranéenne de Films
- Directeur de production : Jean Martinetti, Charles Pons
- Administrateur de production : Antoine Rossi
- Secrétaire de production : Annette Millet
- Agent technique : Bruno Negri
- Avec le concours des Petits Chanteurs de Provence, sous la direction du révérend père Geoffroy
- Tournage du 21 juin à fin août 1954 dans les studios de Marseille et pour les extérieurs au moulin Alphonse Daudet à Fontvieille, dans l'abbaye St-Michel de Frigolet et au prieuré de Ganagobie
- Marius Brouquier a construit le moulin de maître Cornille
- Le segment "Le Curé de Cucugnan" a été tourné en 1954, mais finalement coupé du montage. Marcel Pagnol le finalisera en 1968 pour la télévision en faisant rejouer le rôle de l'abbé Martin par Fernand Sardou dans un décor légèrement différent. Le comédien d'origine est encore visible dans quelques plans larges.
- Distributeur : Gaumont
- Système sonore R.C.A
- Laboratoire : Lianofilm
- Pays d'origine :  France
- Format : Noir et blanc - 1,37:1 - 35 mm - Son mono
- Genre : Comédie dramatique
- Durée : 160 minutes
- Date de sortie : 
  - France - 5 novembre 1954
- Affiche : Marcel Jeanne (France)

## Distribution
- Prologue (segment non inclus sur l'édition DVD de 2008):
  - Henri Crémieux : Me Honarat Grapazzi
  - Roger Crouzet : Alphonse Daudet
  - Cambis : Monsieur Seguin

- Sketch Les Trois Messes basses (18e lettre dans le recueil d'Alphonse Daudet) :
  - Henri Vilbert : Dom Balaguère
  - Marcel Daxely : Garrigou / le Diable
  - René Sarvil : le Chef cuisinier
  - Antonin Fabre : le Bailli
  - Yvonne Gamy : la grand-mère de Garrigou
  - Myriam Guirand : la Douairière
  - Keller : le Marquis
  - Viviane Méry : la Marquise
  - Clara Michel : la Comtesse

- Sketch L'Élixir du père Gaucher (23e lettre dans le recueil d'Alphonse Daudet) :
  - Rellys : le Père Gaucher
  - Guy Alland : Frère Ulysse
  - Christian Lude : le Père Sylvestre
  - Joseph Riozet : le Père Hyacinthe
  - Fernand Sardou : M. Charnigue, l'apothicaire
  - Jean Toscane : le Père Virgile
  - Robert Vattier : le Père Abbé
  - Jean-Marie Bon : le Père Joachim

- Sketch Le Secret de Maître Cornille (3e lettre dans le recueil d'Alphonse Daudet) :
  - Edouard Delmont : Maître Cornille
  - Pierrette Bruno : Vivette, la petite fille de Maître Cornille
  - Roger Crouzet : Alphonse Daudet
  - Henri Arius : M. Decanis, patron de la minoterie
  - Bréols : Le Maire
  - Serge Davin : Roumanille
  - Michel Galabru : Anselme, dit Tintin
  - Andrée Turcy : Marinette
  - Luce Dassas : Sylvie
  - Antoine Fabre : Maître Arnoton
  - Jean Mello : le Berger Nicolas
  - Max Amyl : un Berger qui joue aux cartes

- Le Curé de Cucugnan (11e lettre dans le recueil d'Alphonse Daudet), finalisé pour la télévision en 1968 (inclus sur l'édition DVD de 2008) :
  - Fernand Sardou : l’abbé Martin
  - Jean Panisse : le meunier
  - Roger Crouzet : Alphonse Daudet

avec :
- Léon Combaluzier
- Jean Daniel
- René Bervil
- J. Farina
- Vilor
- Poli
- Charurel
- Avon
- Bernard
- Penel

## Éditions en vidéo
Le film a été édité par CMF Video, en coffret 2 VHS en 1993, puis en coffret 2 DVD en 2010, sous les numéros 16 et 17 de la Collection Marcel Pagnol.
Le prologue est absent de la version vidéo, qui présente les 3 sketches séparemment et inclut le téléfilm Le Curé de Cucugnan comme 4ème sketch.
- Date de sortie VHS : 5 novembre 1993
- Date de sortie DVD : 15 octobre 2010

Une nouvelle version restaurée en 4K sortira prochainement dans la collection DVD et blu-ray chez CMF-MPC.